# Човекът-вълк (филм, 2025)
„Човекът-вълк“ (на английски: Wolf Man) е американски свръхестествен филм на ужасите от 2025 г. на режисьора Лий Уанел, който е съсценарист с Лорън Шукер Блум, Ребека Анджело и Корбет Тък. Като римейк на едноименния филм от 1941 година във филма участват Кристофър Абът и Джулия Гарнър. Джейсън Блум продуцира филма чрез „Блумхаус Продъкшънс“, заедно с „Мотел Мувийс“. Снимките се провеждат в Нова Зеландия в началото на 2024 г. Премиерата на филма излиза по кината в Съединените щати на 17 януари 2025 г. в разпространение от „Юнивърсъл Пикчърс“.

## Актьорски състав
- Кристофър Абът – Блейк Лавъл
  - Зак Чандлър – младият Блейк Лавъл
- Джулия Гарнър – Шарлът Лавъл
- Матилда Фърт – Джинджър Лавъл
- Сам Джийгър – Грейди Лавъл